# Saint-Raphaël, Haiti
Saint-Raphaël är en kommun i Haiti.   Den ligger i departementet Nord, i den centrala delen av landet, 100 km norr om huvudstaden Port-au-Prince.